# Maar Dibsah
Maar Dibsah (tiếng Ả Rập: معر دبسة) là một ngôi làng Syria nằm ở Saraqib Nahiyah ở huyện Idlib, Idlib. Theo Cục Thống kê Trung ương Syria (CBS), Maar Dibsah có dân số 7074 trong cuộc điều tra dân số năm 2004.